# III. Ramszesz
III. Ramszesz (uralkodói nevén Uszermaatré Meriamon; i. e. 1221 – i. e. 1156. április 7.) az ókori egyiptomi XX. dinasztia második fáraója i. e. 1188-tól haláláig. Az újbirodalom utolsó nagy hatalmú uralkodója. A görögök Rampszinitusz néven ismerték, ami egyik megnevezéséből, a Ramesszu-pa-netjerből („Ramszesz, az isten”) ered.
Uralkodói példaképének II. Ramszeszt, a XIX. dinasztia leghatalmasabb fáraóját tartotta, akit számos tekintetben utánozni igyekezett – uralkodói nevei II. Ramszeszéit idézik, Medinet Habu-i halotti templomát II. Ramszesz ma Ramesszeum néven ismert halotti templomáról mintázta, és még fiait is a nagy előd fiairól nevezte el.
Bár III. Ramszesznek sikerült Egyiptomot megvédenie több katonai támadás (többek között az úgynevezett tengeri népek óriási inváziója) ellen is, uralkodása alatt már megfigyelhetőek voltak azok a válságjelenségek, amelyek a XX. dinasztia és az Újbirodalom bukását okozták. Ramszesz uralkodása alatt történt a történelem első ismert, szervezett sztrájkja, valamint arról is tudunk, hogy a fáraót meggyilkolták egy összeesküvés során, amelyben egyik felesége és fia is szerepet játszott.

## Családi háttere
A dinasztiaalapító Széthnaht fáraó és főfelesége, Tije-Mereniszet királyné fia volt. Testvérei nem ismertek. Apjáról és anyjáról is feltételezik, hogy rokonságban állt a XIX. dinasztiával, de ez egyelőre még egyikükről sem bizonyított.
Széthnaht a XIX. dinasztia utolsó uralkodója, Tauszert legyőzése után lépett trónra, azonban rövid uralkodás után meghalt, és viszonylag stabil és békés államot hagyott fiára.

## Uralkodása
Uralkodása kezdetének és végének évszámaként több is felmerült, i. e. 1182–1151, 1184–1153 és 1186–1155. Ez utóbbi annak a datálásnak az eredménye, ami az izlandi Hekla III vulkán i. e. 1159-es kitöréséhez viszonyítja, aminek hatása egészen Egyiptomig elért és rossz termést okozott. Mivel ismert, hogy 29. uralkodási évében a királynak nehézségei támadtak a Dejr el-Medina-i munkások élelmezésével kapcsolatban, 28. vagy 29. uralkodási éve i. e. 1159-re eshetett (az egy év eltérés annak köszönhető, hogy Egyiptom magtárai egy szűkös évben még el tudták látni a népességet, de tovább már nem biztos).
Az egyiptomi naptár szerint Ramszesz semu évszak I. hónapja 26. napján lépett trónra és 32. uralkodási évében, semu évszak III. havának 15. napján halt meg, 31 év 1 hónap és 19 nap uralkodás után.

### Külpolitikája

#### A kor politikai helyzete
Ebben az időszakban nagy változások zajlottak a Közel-Keleten. A tengeri népek támadásai miatt Egyiptom szövetségese, a Hettita Birodalom elpusztult, Szíria és Palesztina vidékét a peleszetek (Palesztina névadói), a tjakarok  a sardanák  és a danunák szállták meg, meghódították Ugaritot, Alalát, Karkemist, Arzawát. Nyilvánvalóan Egyiptom volt az igazi céljuk. Az egyiptomiak tisztában voltak a veszéllyel, és megerősítették a veszélyeztetett északi területeket.
Ramszesz kereskedelmi expedíciókat is indított: egyet a tömjén miatt fontos Puntba (lehetséges, hogy Hatsepszut expedíciója óta ez volt az első), egyet pedig Atikába, a timnai rézbányák felé.

#### Csaták
Ramszesz uralkodása alatt több háború is zajlott, a líbiaiak és a tengeri népek ellen. Egyiptom mindből győztesen került ki. Ötödik uralkodási évében kellett először megküzdenie a líbiaiakkal, akik már korábban, Merenptah fáraó idején is betörtek Egyiptomba. A líbiaiak három törzse – a libuk, szepedek és maswasák – kihasználta az Egyiptomot az elmúlt időben legyengítő belviszályt és elkezdtek letelepedni a Nílus-deltában.
A nyolcadik évben a tengeri népek törzsszövetségével szárazföldön (dzsáhi csata) és vízen (Nílus-deltai csata) is összecsaptak Ramszesz hadai. Ramszesz megörökítette a csatákat halotti temploma falain. Ezen ábrákból tudjuk, hogy jó taktikai érzékkel Ramszesz elérte, hogy a part közelében kerüljön sor az összecsapásra, így az egyiptomi íjászok lőni tudták az ellenséget.
Még ezalatt a háború alatt újra szervezkedni kezdtek a líbiaiak, és megszállták Egyiptom egyes területeit. Vezetőjük Mesasar, a maswasa törzs főnöke volt. A Harris-papiruszon Ramszesz beszámol róla, hogy legyőzte ellenségeit, rabszolgaságba vetette őket, katonáikat pedig besorozta hadseregébe. Ez azonban a későbbi időkben ahhoz vezetett, hogy a líbiaiak – immár az egyiptomi sereg tagjaiként – át tudták venni a hatalmat.

### Építkezései

#### Medinet Habu

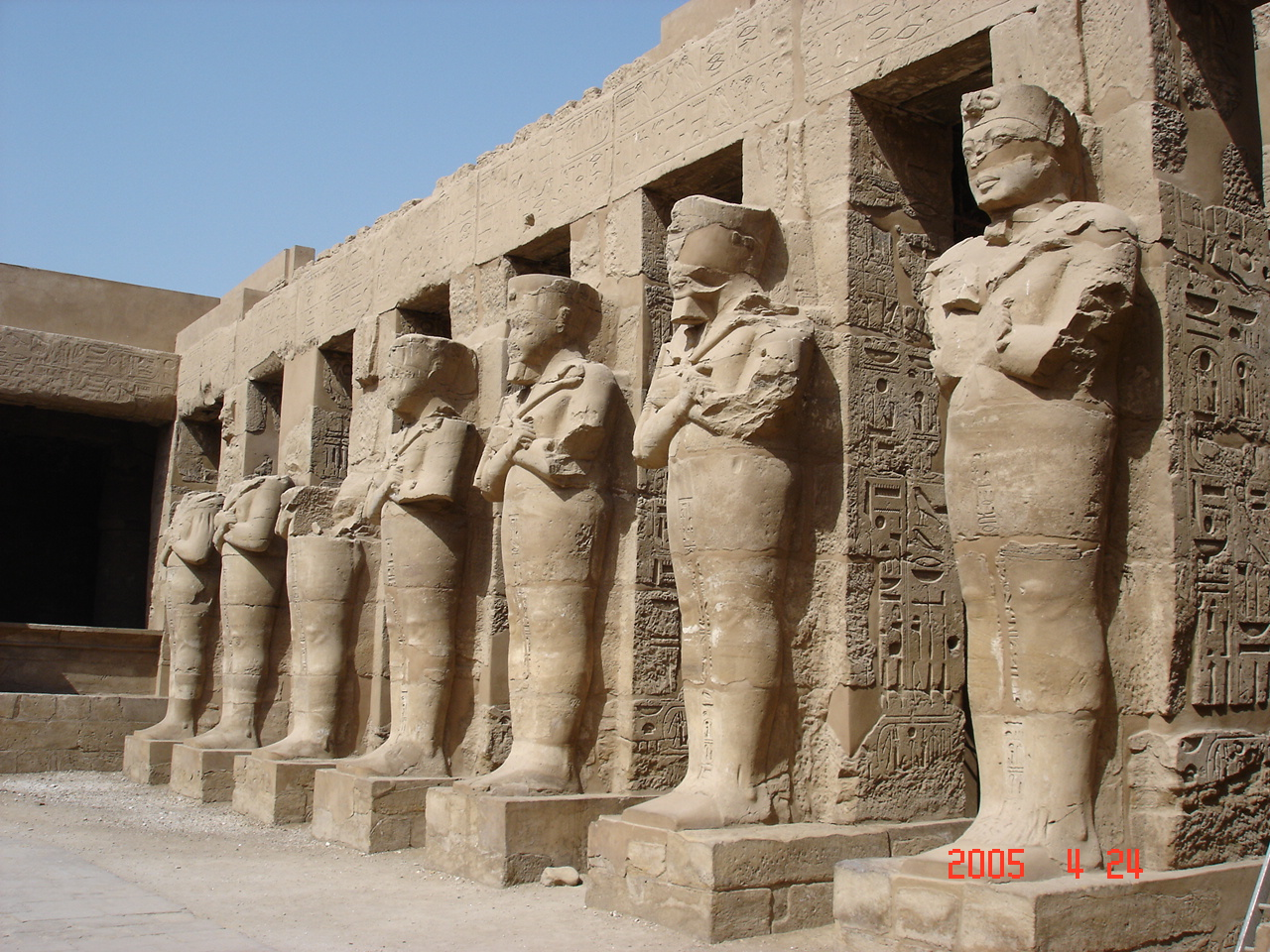
III. Ramszesz oziriákus (Ozirisz-alakú) szobrai Karnakban

Ramszesz számtalan építkezése közül kiemelkedő a hatalmas halotti templom, amely uralkodásának 12. évére készült el. A Ramesszeum mintájára épült templom Théba minden temploma közül a legjobb állapotban fennmaradt.
A templomkomplexumba az előtte lévő rakpartról egy nagykapun át lehetett bejutni, mely a közel-keleti erődök mintájára épült. Mögötte az őrség házai voltak. A kapuzat  díszítése a fáraót háremhölgyekkel ábrázolja. E nagykapu óriási Ptah-domborműve közvetítőként szolgált: az egyszerű nép tagjai, akik nem léphettek be a templomba, itt mondhatták el imáikat.

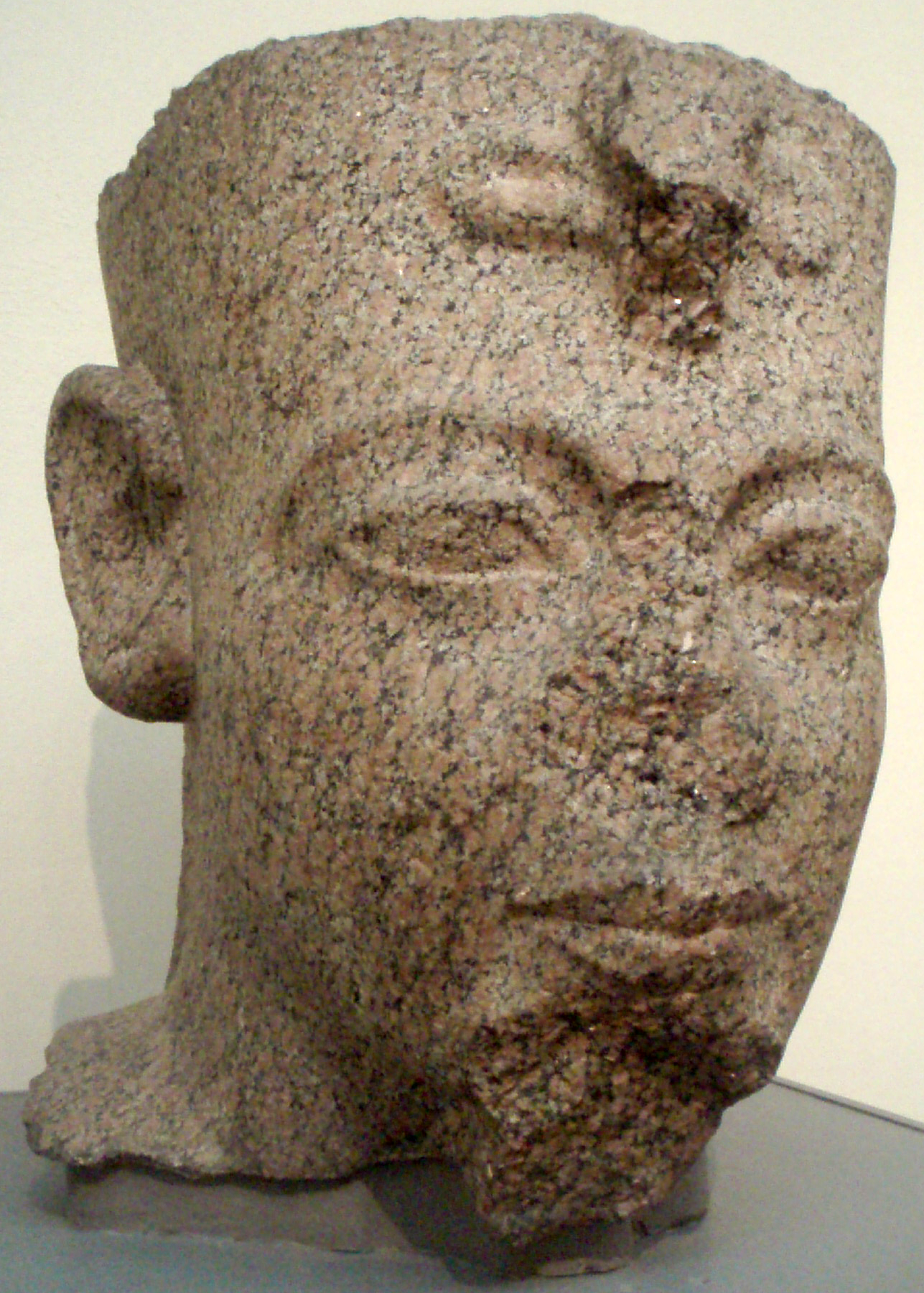
Ramszesz-kolosszus feje

A főtemplom bejárati pülónjai az ellenségeire lesújtó királyt ábrázolják. A külső falak, illetve az első udvar falainak díszítése Ramszesz győzelmeit ábrázolja a líbiaiak és a tengeri népek fölött. A második udvart körülvevő szobrok, melyek a fáraót Oziriszként ábrázolták, áldozatul estek később a kopt korszak pusztításainak, de a domborművek jó állapotban fennmaradtak. Bár a templom hátsó helyiségeinek egy része a kősorokig elpusztult, néhány kápolna jobb állapotban maradt fenn. Ezeket a kápolnákat különféle isteneknek, köztük az istenné vált II. Ramszesznek szentelték. A templom végében a thébai háromság, Ámon, Mut és Honszu számára emelt szentélyek egy hatalmas álajtóhoz támaszkodnak, melyen át az óegyiptomi elképzelés szerint a király lelke sírjából bejuthatott a templomba.
A templomkomplexumhoz tartozó számos épület közül a legjelentősebb egy királyi palota, ami a templomkörzet déli részén állt. Az eredetileg kétszintes épület nemcsak ezen a világon szolgált Ramszesz lakhelyéül, hanem a király lelke túlvilági otthonának is szánták. A palotát a templom első udvarával folyosók kötötték össze, az egyikről egy „megjelenések ablaka” is nyílt.

#### Karnak
A karnaki templomkomplexumban két kis templomot építtetett. Az egyik, ami tulajdonképpen egy kis bárkaszentély volt, az Ámon-templom első udvarából nyílt és a halotti templom kicsinyített mása volt. Ennek megfelelően a királyt Oziriszként ábrázoló szobrok szegélyezik első udvarát, a falakat ünnepek jelenetei díszítik. Az udvarból kis oszlopcsarnok nyílik, majd szentélyek a karnaki háromság tiszteletére. A másik Mut templomkörzetén belül, a szent tótól (iseru) nyugatra épült, külsejét csatajelenetek díszítik, előtte a király két, mára fejetlenül maradt szoborkolosszusa áll.

### Az uralkodása alatt felmerülő problémák
Ramszesz uralma alatt Ámon papságának ereje fokozatosan nőtt. Ámon birtokai ebben az időben már több mint 2300 km²-t tettek ki, ami a teljes megművelhető föld 2/3-a volt; Ámon fő kultuszközpontja, a karnaki templom 81 322 férfit foglalkoztatott (a másik két fontos kultuszközpont, Ré héliopoliszi temploma 12 963-at, Ptah memphiszi temploma 3079-et, ehhez jönnek még a női alkalmazottak).
Az ún Torinói Sztrájkpapiruszon feljegyzett esemény, mely Ramszesz uralkodásának 29. évében, ahet évszak 2. hónapjában történt, a történelem első ismert sztrájkja. A munkások, miután már hosszú ideje nem kaptak élelmet, elhagyták falujukat, mely ma Dejr el-Medina néven ismert, és behatoltak több halotti templomba, köztük a Ramesszeumba. A helyi hatóságok nem tudtak mit kezdeni, végül Ta vezírnek kellett beavatkoznia. A vezír kibékítette a munkásokat, a temető írnoka pedig megadta nekik járandóságukat.
(III. Ramszesz uralkodása alatt egy zsák búza 1,3 debenbe került.)
A sztrájkot okozó élelmiszerhiányt részben az okozhatta, hogy felborult az egyensúly az állam és az Ámon-papság közt – a papok kezében már jelentősebb földbirtokok voltak, mint a királyéban –, másrészt az izlandi Hekla vulkán kitörése, mely annyi füstöt juttatott a légkörbe, hogy lesújtó hatása lett a termésre.

### A hárem-összeesküvés

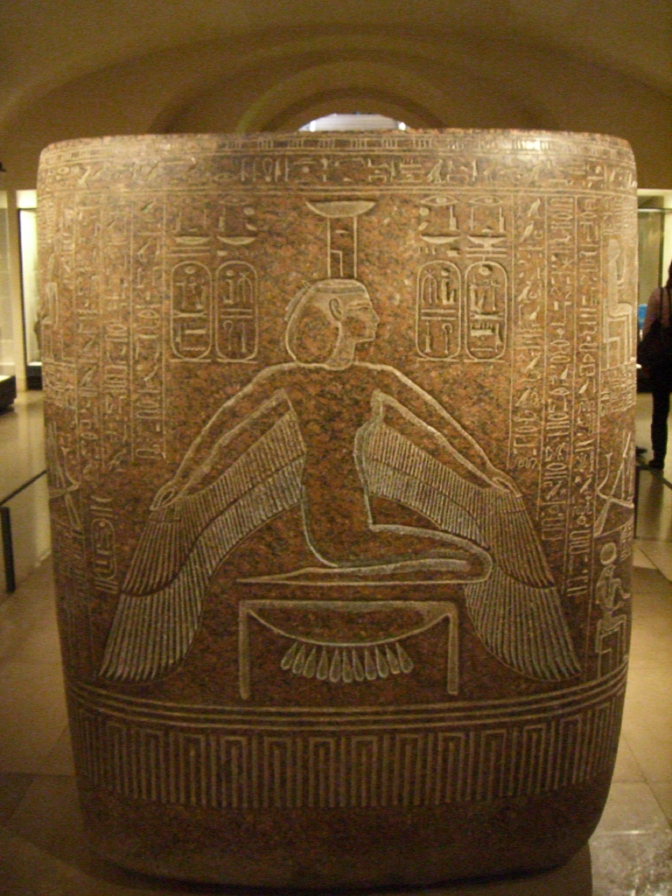
Ramszesz vörösgránit szarkofágja (Louvre)

A helyzet kedvezőnek bizonyult egy összeesküvéshez. A részleteket a torinói jogi papirusz őrizte meg, amelyen a merénylet utáni tárgyalásokat örökítették meg. Az összeesküvés arra irányult, hogy a kijelölt trónörökös, Amonherkhopsef – a későbbi IV. Ramszesz – helyett egy másik herceg, Pentawer, Tije királyné fia kerüljön a trónra. Az ügybe számos magas rangú udvaronc belekeveredett. Az összeesküvést valószínűleg Per-Ramszeszben szőtték, ahol az egyik összeesküvőnek háza volt. Nemcsak azt tervezték, hogy az Opet-ünnepen Medinet Habuban meggyilkolják a fáraót, hanem lázadást is akartak szítani, amiben egy Pabekamon nevű háznagy is szerepet játszott – ő vitte ki az üzeneteket a háremből. Viaszfigurák és fekete mágia is szerepeltek az eszközeik között. Három tárgyalás során összesen 38 embert ítéltek halálra: az elsőn 28-at, a következőn hatot, akiket a bírák jelenlétében öngyilkosságra kényszerítettek, majd a harmadik tárgyaláson négyet, köztük Pentawert. Egy negyedik tárgyalásban az első három tárgyalás bírái közül többet orruk és fülük levágására ítéltek, mert hagyták, hogy az elítélendő háremhölgyek elcsábítsák őket.
A papiruszon több összeesküvő nevét megváltoztatták, mivel hittek a nevek hatalmában – egyikük például Meszedszuré („Ré gyűlöltje”) néven szerepel; eredeti neve feltehetőleg Meriré („Ré kedveltje”) volt.
A papiruszból kitűnik, hogy maga Ramszesz meghalt. Egy ideig vita tárgya volt, hogy az összeesküvés okozta-e a halálát, mert nem találtak nyilvánvaló sebeket a testén, de 2011-es vizsgálatok úgy találták, a múmia nyakán sok a kötés; CT-vizsgálattal megvizsgálva mély, késsel ejtett sebet találtak a fáraó torkán. A seb minden bizonnyal halált kellett, hogy okozzon, mert a fáraó nyakát csaknem a gerincéig átvágták. Halála után a kijelölt trónörökös, Iszet királyné fia, IV. Ramszesz lett az uralkodó.

## Családja
Ramszesz nagy királyi hitvese, Iszet Ta-Hemdzsert minden bizonnyal idegen származású volt, mint az anyjának, Hemdzsertnek a nevéből látszik (mivel ez nem egyiptomi név). Két fiuk ismert, a következő fáraó, IV. Ramszesz, illetve Amonherkhopsef, aki fivére fiának, V. Ramszesznek a halála után trónra lépett VI. Ramszesz néven.
Ezen a két hercegen, illetve Tijétől született fián, Pentaweren kívül nem tudni, ki volt gyermekeinek anyja. Halotti templomában ábrázolja fiait – a fiatalon elhunyt Amonherkhopsef (nem azonos a másik Amonherkhopseffel, VI. Ramszesszel), Haemuaszet, Meriamon, Meriatum, Montuherkhopsef, Paréherwenemef, illetve Széthherkhopsef, aki fivérei és unokaöccsei halála után VIII. Ramszesz néven uralkodott –, valamint leányait, akiknek nevét azonban nem tüntette fel. Egy lehetséges leánya Tentopet papnő, akit a karnaki Honszu-templomban Ramszesz mellett ábrázolnak, és feltehetőleg azonos IV. Ramszesz feleségével, Duatentopettel. Egy másik lehetséges leánya vagy felesége Titi, akit azonban mások későbbre tesznek és X. Ramszesz feleségeként azonosítanak.

## Sírja és múmiája
III. Ramszesz Királyok völgye-beli sírját az újkorban először a skót James Bruce fedezte fel, 1768-ban. Bruce „a vak hárfások sírjának” nevezte el egyik féldomborművéről, mely két vak hárfást ábrázol.

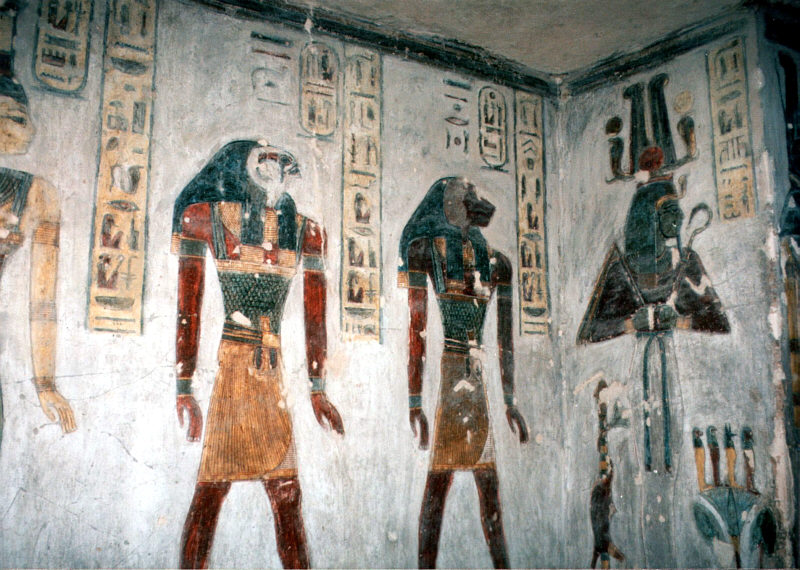
Jelenet a sírból

A sír szerkezete a XX. dinasztia korabeli sírokra jellemzően nagyjából egyenes vonalú. A sírba levezető lépcső egy folyosóban folytatódik, melyből kétoldalt két mellékkamra nyílik, az ezt követő második folyosóból pedig kétoldalt négy-négy mellékkamra. A folyosók falaira a Naplitániát írták  fel.
A második folyosót követően kis mértékben módosították a sír eredeti irányát, mert építkezés közben beleütköztek a szomszédos KV10-es sírba (Amenmessze sírjába). A harmadik folyosót követi a rituális aknát tartalmazó helyiség, majd egy négyoszlopos csarnok nagy mellékkamrával. A csarnokot a Kapuk könyve jelenetei díszítik, a mellékkamrában a királyt Ozirisszel ábrázolják, aki Maat istennő tollát (az igazság jelképét) nyújtja felé. A negyedik folyosó vezet tovább a sírkamra felé, ezt a szájmegnyitás szertartása jelenetei díszítik, az ezt követő két helyiséget pedig a Halottak könyve és istenek ábrázolásai.
Ezután következik a sírkamra, mely tágas, nyolcoszopos helyiség, több mellékkamrával. Díszítései a Kapuk könyvéből és a Föld könyvéből származnak, ezenkívül isteneket is ábrázolnak. Középen állt a vöröskvarcit szarkofág, mely ma a Louvre-ban található, fedele Cambridge-ben. A múmiát a Dejr el-Bahari-i rejtekhelyen találták meg, és ma a kairói Egyiptomi Múzeumban található.

## Az irodalomban
A Ramszesz elleni hárem-összeesküvést dolgozzák fel a következő regények:
- Brad Geagley: Hiénák éjszakája
- Pauline Gedge: Álmok háza

## Titulatúra
A fáraók titulatúrájának magyarázatát és történetét lásd az Ötelemű titulatúra szócikkben.
| G5 |

| G5 |

| E2 · D40 | O29V | M23 | i | i | t · Z2s |

| E2 · D40 | O29V | M23 | i | i | t · Z2s |

| E2 · D40 | O29V | M23 | i | i | t · Z2s |

| E2 · D40 | O29V | M23 | i | i | t · Z2s |

| G5 |

| G5 |

| E2 · D40 | O29V | M23 | i | i | t · Z2s |

| E2 · D40 | O29V | M23 | i | i | t · Z2s |

| E2 · D40 | O29V | M23 | i | i | t · Z2s |

| E2 · D40 | O29V | M23 | i | i | t · Z2s |

| G16 |

| G16 |

| G36 · r | O23 | Z3 | W19 | A52 |

| G36 · r | O23 | Z3 | W19 | A52 |

| G16 |

| G16 |

| G36 · r | O23 | Z3 | W19 | A52 |

| G36 · r | O23 | Z3 | W19 | A52 |

| G8 |

| G8 |

| wsr | M4 | M4 | M4 | W19 | i | t · U15 · Aa13 | A40 |

| wsr | M4 | M4 | M4 | W19 | i | t · U15 · Aa13 | A40 |

| G8 |

| G8 |

| wsr | M4 | M4 | M4 | W19 | i | t · U15 · Aa13 | A40 |

| wsr | M4 | M4 | M4 | W19 | i | t · U15 · Aa13 | A40 |

| M23 | L2 |

| M23 | L2 |

| N5 | wsr | C10 | N36 | i | Y5 · n |

| N5 | wsr | C10 | N36 | i | Y5 · n |

| N5 | wsr | C10 | N36 | i | Y5 · n |

| N5 | wsr | C10 | N36 | i | Y5 · n |

| N5 | wsr | C10 | N36 | i | Y5 · n |

| N5 | wsr | C10 | N36 | i | Y5 · n |

| N5 | wsr | C10 | N36 | i | Y5 · n |

| N5 | wsr | C10 | N36 | i | Y5 · n |

| M23 | L2 |

| M23 | L2 |

| N5 | wsr | C10 | N36 | i | Y5 · n |

| N5 | wsr | C10 | N36 | i | Y5 · n |

| N5 | wsr | C10 | N36 | i | Y5 · n |

| N5 | wsr | C10 | N36 | i | Y5 · n |

| N5 | wsr | C10 | N36 | i | Y5 · n |

| N5 | wsr | C10 | N36 | i | Y5 · n |

| N5 | wsr | C10 | N36 | i | Y5 · n |

| N5 | wsr | C10 | N36 | i | Y5 · n |

| G39 | N5 | \| \| |
|     |    |       |

|  |

| G39 | N5 | \| \| |
|     |    |       |

|  |

| C2 | F31 | O34 · O34 | S38 | X7 | O28 |

| C2 | F31 | O34 · O34 | S38 | X7 | O28 |

| C2 | F31 | O34 · O34 | S38 | X7 | O28 |

| C2 | F31 | O34 · O34 | S38 | X7 | O28 |

| C2 | F31 | O34 · O34 | S38 | X7 | O28 |

| C2 | F31 | O34 · O34 | S38 | X7 | O28 |

| C2 | F31 | O34 · O34 | S38 | X7 | O28 |

| C2 | F31 | O34 · O34 | S38 | X7 | O28 |

| G39 | N5 | \| \| |
|     |    |       |

|  |

| G39 | N5 | \| \| |
|     |    |       |

|  |

| C2 | F31 | O34 · O34 | S38 | X7 | O28 |

| C2 | F31 | O34 · O34 | S38 | X7 | O28 |

| C2 | F31 | O34 · O34 | S38 | X7 | O28 |

| C2 | F31 | O34 · O34 | S38 | X7 | O28 |

| C2 | F31 | O34 · O34 | S38 | X7 | O28 |

| C2 | F31 | O34 · O34 | S38 | X7 | O28 |

| C2 | F31 | O34 · O34 | S38 | X7 | O28 |

| C2 | F31 | O34 · O34 | S38 | X7 | O28 |